# Preliminariile Campionatului European de Fotbal 1976
Calificările pentru Campionatul European de Fotbal din 1976 s-au jucat între 1974 și 1976.
În faza grupelor, cele 32 de echipe naționale au fost împărțite în opt grupe. Meciurile s-au jucat în sistem fiecare cu fiecare. O victorie valorează două puncte, o egalitate valorează un punct, niciun punct pentru o înfrângere. Câștigătoarea fiecărei grupe a promovat în sferturile de finală.
În sferturile de finală au fost disputate meciuri eliminatorii, adversarele fiind stabilite după o tragere la sorți. Cele patru câștigătoare au ajuns la turneul final al Campionatului European.

## Echipele calificate

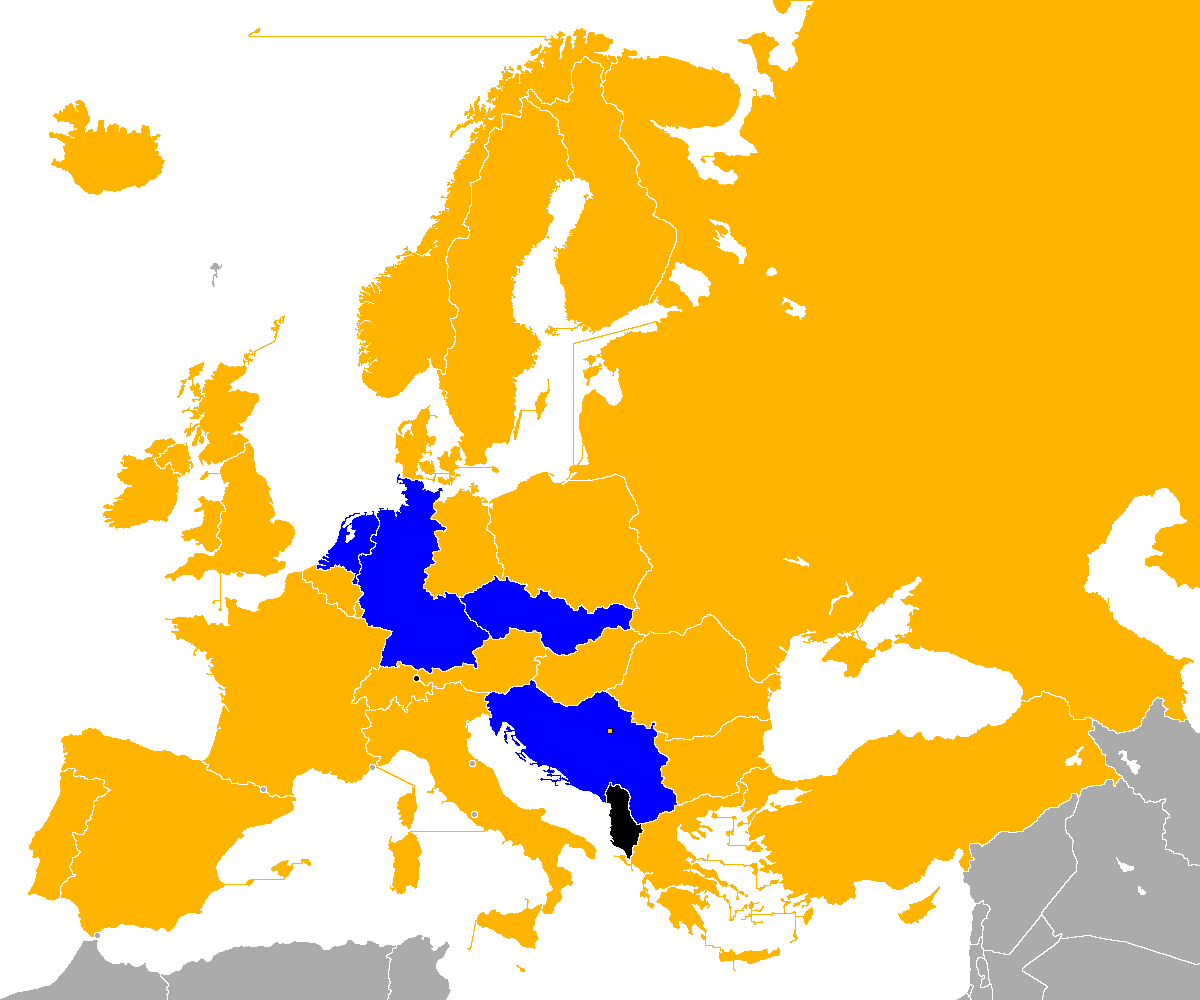
Calificate
Nu s-au calificat
Nu au participat
Nu sunt membre UEFA

Calificate
     Nu s-au calificat
     Nu au participat
     Nu sunt membre UEFA
| Echipa             | Statut                | Data calificării | Prezențe anterioare la turneu |
| ------------------ | --------------------- | ---------------- | ----------------------------- |
| Cehoslovacia       | Câștigătoare sferturi | 22 mai 1976      | 1 (1960)                      |
| Țările de Jos      | Câștigătoare sferturi | 22 mai 1976      | 0 (debut)                     |
| Germania de Vest   | Câștigătoare sferturi | 22 mai 1976      | 1 (1972)                      |
| Iugoslavia (gazdă) | Câștigătoare sferturi | 22 mai 1976      | 2 (1960, 1968)                |

1. ↑  Litere îngroșate indică titlul câștigat în anul respectiv.

## Grupe

### Grupa 1
| Loc | Echipa       | MJ | V | E | Î | GM | GP | DG  | Pct | Calificare                       |     | Cehoslovacia | Anglia | Portugalia | Cipru |
| --- | ------------ | -- | - | - | - | -- | -- | --- | --- | -------------------------------- | --- | ------------ | ------ | ---------- | ----- |
| 1   | Cehoslovacia | 6  | 4 | 1 | 1 | 15 | 5  | +10 | 9   | Calificare în sferturi de finală |     | —            | 2–1    | 5–0        | 4–0   |
| 2   | Anglia       | 6  | 3 | 2 | 1 | 11 | 3  | +8  | 8   |                                  |     | 3–0          | —      | 0–0        | 5–0   |
| 3   | Portugalia   | 6  | 2 | 3 | 1 | 5  | 7  | −2  | 7   |                                  | 1–1 | 1–1          | —      | 1–0        |       |
| 4   | Cipru        | 6  | 0 | 0 | 6 | 0  | 16 | −16 | 0   |                                  | 0–3 | 0–1          | 0–2    | —          |       |

### Grupa 2
| Loc | Echipa       | MJ | V | E | Î | GM | GP | DG  | Pct | Calificare                       |     | Țara Galilor | Ungaria | Austria | Luxemburg |
| --- | ------------ | -- | - | - | - | -- | -- | --- | --- | -------------------------------- | --- | ------------ | ------- | ------- | --------- |
| 1   | Țara Galilor | 6  | 5 | 0 | 1 | 14 | 4  | +10 | 10  | Calificare în sferturi de finală |     | —            | 2–0     | 1–0     | 5–0       |
| 2   | Ungaria      | 6  | 3 | 1 | 2 | 15 | 8  | +7  | 7   |                                  |     | 1–2          | —       | 2–1     | 8–1       |
| 3   | Austria      | 6  | 3 | 1 | 2 | 11 | 7  | +4  | 7   |                                  | 2–1 | 0–0          | —       | 6–2     |           |
| 4   | Luxemburg    | 6  | 0 | 0 | 6 | 7  | 28 | −21 | 0   |                                  | 1–3 | 2–4          | 1–2     | —       |           |

### Grupa 3
| Loc | Echipa          | MJ | V | E | Î | GM | GP | DG  | Pct | Calificare                       |     | Iugoslavia | Irlanda de Nord | Suedia | Norvegia |
| --- | --------------- | -- | - | - | - | -- | -- | --- | --- | -------------------------------- | --- | ---------- | --------------- | ------ | -------- |
| 1   | Iugoslavia      | 6  | 5 | 0 | 1 | 12 | 4  | +8  | 10  | Calificare în sferturi de finală |     | —          | 1–0             | 3–0    | 3–1      |
| 2   | Irlanda de Nord | 6  | 3 | 0 | 3 | 8  | 5  | +3  | 6   |                                  |     | 1–0        | —               | 1–2    | 3–0      |
| 3   | Suedia          | 6  | 3 | 0 | 3 | 8  | 9  | −1  | 6   |                                  | 1–2 | 0–2        | —               | 3–1    |          |
| 4   | Norvegia        | 6  | 1 | 0 | 5 | 5  | 15 | −10 | 2   |                                  | 1–3 | 2–1        | 0–2             | —      |          |

### Grupa 4
| Loc | Echipa    | MJ | V | E | Î | GM | GP | DG  | Pct | Calificare                       |     | Spania | România | Scoția | Danemarca |
| --- | --------- | -- | - | - | - | -- | -- | --- | --- | -------------------------------- | --- | ------ | ------- | ------ | --------- |
| 1   | Spania    | 6  | 3 | 3 | 0 | 10 | 6  | +4  | 9   | Calificare în sferturi de finală |     | —      | 1–1     | 1–1    | 2–0       |
| 2   | România   | 6  | 1 | 5 | 0 | 11 | 6  | +5  | 7   |                                  |     | 2–2    | —       | 1–1    | 6–1       |
| 3   | Scoția    | 6  | 2 | 3 | 1 | 8  | 6  | +2  | 7   |                                  | 1–2 | 1–1    | —       | 3–1    |           |
| 4   | Danemarca | 6  | 0 | 1 | 5 | 3  | 14 | −11 | 1   |                                  | 1–2 | 0–0    | 0–1     | —      |           |

### Grupa 5
| Loc | Echipa        | MJ | V | E | Î | GM | GP | DG  | Pct | Calificare                       |     | Țările de Jos | Polonia | Italia | Finlanda |
| --- | ------------- | -- | - | - | - | -- | -- | --- | --- | -------------------------------- | --- | ------------- | ------- | ------ | -------- |
| 1   | Țările de Jos | 6  | 4 | 0 | 2 | 14 | 8  | +6  | 8   | Calificare în sferturi de finală |     | —             | 3–0     | 3–1    | 4–1      |
| 2   | Polonia       | 6  | 3 | 2 | 1 | 9  | 5  | +4  | 8   |                                  |     | 4–1           | —       | 0–0    | 3–0      |
| 3   | Italia        | 6  | 2 | 3 | 1 | 3  | 3  | 0   | 7   |                                  | 1–0 | 0–0           | —       | 0–0    |          |
| 4   | Finlanda      | 6  | 0 | 1 | 5 | 3  | 13 | −10 | 1   |                                  | 1–3 | 1–2           | 0–1     | —      |          |

### Grupa 6
| Loc | Echipa            | MJ | V | E | Î | GM | GP | DG | Pct | Calificare                       |     | Uniunea Republicilor Sovietice Socialiste | Republica Irlanda | Turcia | Elveția |
| --- | ----------------- | -- | - | - | - | -- | -- | -- | --- | -------------------------------- | --- | ----------------------------------------- | ----------------- | ------ | ------- |
| 1   | Uniunea Sovietică | 6  | 4 | 0 | 2 | 10 | 6  | +4 | 8   | Calificare în sferturi de finală |     | —                                         | 2–1               | 3–0    | 4–1     |
| 2   | Republica Irlanda | 6  | 3 | 1 | 2 | 11 | 5  | +6 | 7   |                                  |     | 3–0                                       | —                 | 4–0    | 2–1     |
| 3   | Turcia            | 6  | 2 | 2 | 2 | 5  | 10 | −5 | 6   |                                  | 1–0 | 1–1                                       | —                 | 2–1    |         |
| 4   | Elveția           | 6  | 1 | 1 | 4 | 5  | 10 | −5 | 3   |                                  | 0–1 | 1–0                                       | 1–1               | —      |         |

### Grupa 7
| Loc | Echipa          | MJ | V | E | Î | GM | GP | DG | Pct | Calificare                       |     | Belgia | Germania de Est | Franța | Islanda |
| --- | --------------- | -- | - | - | - | -- | -- | -- | --- | -------------------------------- | --- | ------ | --------------- | ------ | ------- |
| 1   | Belgia          | 6  | 3 | 2 | 1 | 6  | 3  | +3 | 8   | Calificare în sferturi de finală |     | —      | 1–2             | 2–1    | 1–0     |
| 2   | Germania de Est | 6  | 2 | 3 | 1 | 8  | 7  | +1 | 7   |                                  |     | 0–0    | —               | 2–1    | 1–1     |
| 3   | Franța          | 6  | 1 | 3 | 2 | 7  | 6  | +1 | 5   |                                  | 0–0 | 2–2    | —               | 3–0    |         |
| 4   | Islanda         | 6  | 1 | 2 | 3 | 3  | 8  | −5 | 4   |                                  | 0–2 | 2–1    | 0–0             | —      |         |

### Grupa 8
| Loc | Echipa           | MJ | V | E | Î | GM | GP | DG  | Pct | Calificare                       |     | Germania de Vest | Grecia | Bulgaria | Malta |
| --- | ---------------- | -- | - | - | - | -- | -- | --- | --- | -------------------------------- | --- | ---------------- | ------ | -------- | ----- |
| 1   | Germania de Vest | 6  | 3 | 3 | 0 | 14 | 4  | +10 | 9   | Calificare în sferturi de finală |     | —                | 1–1    | 1–0      | 8–0   |
| 2   | Grecia           | 6  | 2 | 3 | 1 | 12 | 9  | +3  | 7   |                                  |     | 2–2              | —      | 2–1      | 4–0   |
| 3   | Bulgaria         | 6  | 2 | 2 | 2 | 12 | 7  | +5  | 6   |                                  | 1–1 | 3–3              | —      | 5–0      |       |
| 4   | Malta            | 6  | 1 | 0 | 5 | 2  | 20 | −18 | 2   |                                  | 0–1 | 2–0              | 0–2    | —        |       |

## Sferturi de finală
| Echipa 1      | Scor gen. | Echipa 2          | Tur | Retur |
| ------------- | --------- | ----------------- | --- | ----- |
| Iugoslavia    | 3–1       | Țara Galilor      | 2–0 | 1–1   |
| Cehoslovacia  | 4–2       | Uniunea Sovietică | 2–0 | 2–2   |
| Spania        | 1–3       | Germania de Vest  | 1–1 | 0–2   |
| Țările de Jos | 7–1       | Belgia            | 5–0 | 2–1   |